# Ding Changqin
Ding Changqin (chinesisch 丁 常琴, Pinyin Dīng Chángqín; * 27. November 1991) ist eine chinesische Langstreckenläuferin.
2010 belegte sie bei den Crosslauf-Weltmeisterschaften in Bydgoszcz den 75. Platz und bei den Halbmarathon-Weltmeisterschaften in Nanning den 44. Platz.
Beim Dalian-Marathon 2011 kam sie auf Rang 18 und beim Chongqing-Marathon 2012 auf Rang 22.
2013 qualifizierte sie sich mit einem zweiten Platz beim Yingkou-Marathon für die Leichtathletik-Weltmeisterschaften in Moskau, wo sie auf dem 19. Platz einlief. Bei den Asienspielen 2014 in Incheon gewann sie Silber über 10.000 m und Bronze über 5000 m.
2015 siegte sie beim Chongqing-Marathon und kam bei den Crosslauf-WM in Guiyang und beim Marathon der WM in Peking jeweils auf den 16. Platz.

## Persönliche Bestzeiten
- 5000 m: 15:12,51 min, 2. Oktober 2014, Incheon
- 10.000 m: 31:53,09 min, 27. September 2014, Incheon
- Marathon: 2:26:54 h, 22. März 2015, Chongqing